# Ramseur, North Carolina
Ramseur, North Carolina (енгл. Ramseur) град је у америчкој савезној држави Северна Каролина.

## Демографија
По попису из 2010. године број становника је 1.692, што је 104 (6,5%) становника више него 2000. године.
| Група             | 2000.         | 2010.         |
| Белци             | 1.234 (77,7%) | 1.160 (68,6%) |
| Афроамериканци    | 174 (11,0%)   | 214 (12,6%)   |
| Азијати           | 11 (0,7%)     | 23 (1,4%)     |
| Хиспаноамериканци | 131 (8,2%)    | 258 (15,2%)   |
| Укупно            | 1.588         | 1.692         |